# Giftdrüse

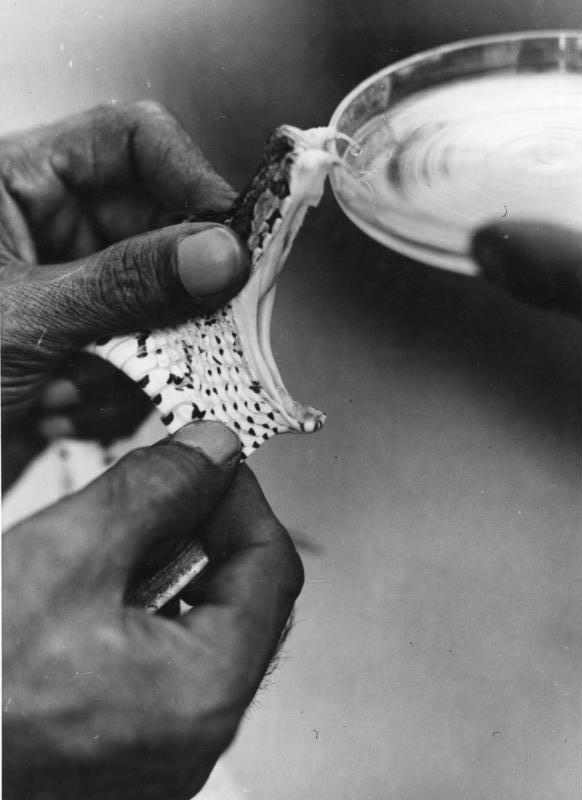
„Melken“ einer Giftschlange zur Gewinnung von Schlangengift, aus dem Gegengift (Antitoxin, Antivenin) hergestellt wird. (Deutsche Tibet-Expedition 1938/39, Kalkutta)

Als Giftdrüse wird in der Zoologie eine Drüse bezeichnet, die der Erzeugung (Synthese) und Speicherung von Toxinen, also für Lebewesen giftige Substanzen, dient. Solche spezialisierten Organe kommen bei verschiedenen taxonomischen Gruppen vor, sie sind also durch konvergente Evolution entstanden. Auch Stinkdrüsen können giftige Substanzen absondern, zählen aber nicht zu den Giftdrüsen im eigentlichen Sinne.
Giftdrüsen finden sich sowohl bei Wirbellosen als auch bei Wirbeltieren. So besitzen innerhalb der Spinnentiere die Skorpione Giftdrüsen im letzten Segment ihres Hinterleibs, die mit einem Giftstachel verbunden sind. Bei den ebenfalls zu den Spinnentieren gehörenden Webspinnen sind die Giftdrüsen mit den Cheliceren, also den Mundwerkzeugen, verbunden. Hundertfüßer besitzen Giftdrüsen an der Basis der Beine der ersten Rumpfsegmente. Unter den Insekten können Giftdrüsen entweder im Bereich der Mundwerkzeuge oder, bei den Hautflüglern, an der Basis des umgewandelten Ovipositors (Legeapparates der Weibchen) vorkommen. Weichtiere und vor allem Schlangen können über spezialisierte Speicheldrüsen verfügen, in denen Gifte produziert werden. Bei den Giftschlangen stehen diese mit den Giftzähnen in Verbindung. Bei den Krustenechsen sind Giftdrüsen im Unterkiefer schon lange bekannt. Erst in jüngerer Zeit weiß man auch von der Giftigkeit des Komodowarans und es wird angenommen, dass alle Angehörigen der Toxicofera Giftdrüsengewebe besitzen. Bei Fischen wie den Stechrochen oder den Feuerfischen stehen Giftdrüsen häufig mit Flossen- oder Kiemenstacheln in Verbindung. Einige Amphibien, wie etwa die Pfeilgiftfrösche, produzieren ihre Gifte in umgewandelten Hautdrüsen. Innerhalb der Säugetiere finden sich Giftdrüsen nur im Hinterleib des männlichen Schnabeltiers, welches das Gift mit Hinterbeinspornen injizieren kann, sowie bei manchen Plumploris, Spitzmäusen und Schlitzrüsslern im Speichel.